# Command & Conquer: Yuri's Revenge
Command & Conquer: Yuri's Revenge este un expansion pack al jocului Red Alert 2. Acțiunea jocului este o continuare după sfârșitul campaniei americane din Red Alert 2. În introducere, președintele Michael Dugan este chemat de urgență la Casa Albă unde este informat că în timp ce aliații au fost ocupati cu lupta cu sovieticii, Yuri și-a creat o armată secretă în diverse zone ale lumii. Mai este descoperit un dispozitiv pe insula Alcatraz din San Francisco. Conversația este întreruptă de Yuri care îl informează pe președinte că dispozitivul poartă numele de Dominator Psihic și că există să o rețea cu mai multe dispozitive dealungul lumii, pe care o va activa și va cuceri lumea. Președintele comandă un atac aerian asupra insulei. Toate avioanele au fost distruse de tunurile anti-aeriene de pe insulă însă unul din ele s-a prăbușit  în reactorul nuclear al insulei, iar dispozitivul a rămas fără energie electrică. 
- După ce primul dominator psihic rămâne fără energie electrică, Yuri le activează pe celelalte două, unul situat lângă Marea Piramidă în Egipt, celălalt la polul sud. Cele două dominatoare se activează, iar majoritatea lumii este preluată de Yuri.
- Asemenea jocului Red Alert 2, în Yuri's revenge există două campanii și  un mod de joc în care jucătorul își  alege o hartă aliații, oponenții și  țara cu care dorește să joace.

### Campania Americana
- Prima misiune a acestei campanii este în San Francisco, unde jucătorul trebuie să captureze câteva centrale electrice ale orașului pentru a activă mașina timpului, noua invenție a lui Einstein. După ce jucătorul capturează centralele electrice, acesta se întoarce în timp, la momentul când sovieticii au atacat San Francisco. După ce îi învinge pe sovietici, jucătorul distruge dominatorul psihic de pe insula Alcatraz, care era încă în construcție.
- În urmatoarea misiune jucatorul este trimis in Los Angeles, unde Yuri a construit cateva dispozitive de macinare, in care ii introduce pe cetatenii orasului pentru a obtine materii prime. Jucatorul este ajutat de 3 personaje celebre din filme, reusind sa distruga cele 4 dispozitive si sa elimine armata lui Yuri din Los Angeles.
- In urmatoarea misiune, jucatorul primeste un mesaj de la Chairman (o parodie a lui Bill Gates) ca Masivesoft Corporation (parodie dupa Microsoft Corporation) a fost capturata de către Yuri, dorind sa obtina toti banii lui Chairman. De asemenea, jucatorul mai primeste informatia ca o baza nucleara a lui Yuri este amplasata in Seattle. Jucatorul este trimis in oras, unde are capacitatea de a folosi dispozitivul de control al vremii. Dupa ce elibereaza Massivesoft Campus, jucatorul se indreapta spre baza nucleara pe care o elimina.
- Intre timp, Einstein este capturat de către Yuri fortandu-l sa lucreze la dominatorul psihic din Egipt. Jucatorul ajunge in Egipt, iar dupa ce elimina apararea din jurul Marii Piramide, are posibilitatea de a folosi dominatorul psihic, dupa care acesta se va autodistruge. Trupele lui Yuri din Egipt sunt eliminate. Dupa aceea jucatorul este trimis in Australia la Sydney unde Yuri detinea o facilitate de clonare, cu care intentiona sa ii cloneze pe liderii mondiali si sa foloseasca clonele pentru a controla guvernele lumii. Dupa ce facilitatea este distrusa, Yuri reuseste folosind tehnologia de control mintal sa o faca pe locotenenta Eva Lee sa ii spuna unde va avea loc meetingul top secret dintre marii lideri mondiali. Locatia meetingului fiind Londra, Marea Britanie. Scopul meetingului era semnarea unui tratat conform caruia Rusia si America vor deveni aliati. Jucatorul are misiunea de a proteja palatul parlamentului. Dupa ce reuseste sa respinga asediul, Alexander Romanov, care se afla de asemenea acolo, a declarat ca Rusia se va alatura aliatilor.
- Yuri fiind invins, se retrage la polul sud in Antarctica, unde este situat centrul sau de comanda, totodata unde se afla ultimul dominator psihic. Jucatorul captureaza o baza sovietica abandonata, apoi cu ajutorul Cronosferei, sunt teleportate trupe americane in acel loc, si este construita si o baza militara americana. Jucatorul este nevoit sa distruga dominatorul psihic cat mai repede, si sa elimine restul trupelor lui Yuri.
- Dupa ce Yuri este invins, este inchis intr-o inchisoare speciala construita de Albert Einstein, de unde el "nu va mai putea controla nici macar o musca". In acel moment, liniile timpului din Red Alert 2 si Yuri's revenge se intalnesc. Atunci profesorul Einstein explica: O serie de evenimente trebuie sa se petreaca inaintea celorlalte". Linia de timp alternata, devine noua realitate. In noua realitate, generalul Carville ramane in viata, iar invazia lui Yuri devine inexistenta.

#### Campania Sovietica
- In aceasta campanie, jucătorul este informat, de către ultimii sovietici care au mai rămas, că aliații au creat o mașină a timpului în San Francisco. Acesta are misiunea de a captura masina, pentru ca Uniunea Sovietica să nu se destrame. Jucătorul este trimis în oras, unde capturează masina. Inginerii au setat gresit masina timpului, aceasta trimițându-l pe jucator în epoca dinozaurilor. Aici, jucatorul trebuie să apere mașina timpului până cînd aceasta se va reactiva și îl va trimite înapoi în viitor. Mașina timpului ajunge apoi la coordonatle corecte. Jucătorul trebuie să găseascp o bază sovietica în oraș, de unde va trimite trupe cu care să distrugă dominatorul psihic, care era în construcție.
- În următoarea misiune, jucătorul folosind mașina timpului ajunge în trecut,(numele misiunii fiind Deja Vu). Numele de Deja Vu vine de la faptul ca într-o misiune din Red Alert 2, jucătorul trebuie să apere cronosfera din Muntii Padurea Neagra. În această misiune, el trebuie să distrugă cronosfea și laboratorul lui Einstein, astfel încat istoria să se schimbe, și în viitor, Rusia să câștige războiul.
- După aceea, jucătorul descoperă un dominator psihic în Londra. Acesta se duce la Londra, unde distruge un Psychic Beacon, care îi controla pe aliați. În acel moment, Americanii doresc să devină aliați cu sovieticii, deși sovieticii nu îi considerau pe americani aliații lor. Sovieticii în colaborare cu trupele de la acea bază militară, distrug dominatorul psihic, înainte să se activeze.
- În următoarea misiune, jucătorul trebuie să îl recupereze pe premierul Alexander Romanov, al cărui avion a fost distrus de tunurile anti-aeriene ale lui Yuri, acesta fiind nevoit să se ascundă într-un oraș din Morroco. După ce premierul este salvat, jucătorul este trimis pe o insulă necunoscută din Oceanul Pacific, unde distruge curtea navală a lui Yuri. Însă, Yuri nu este capturat, deoarece folosind o rachetă, acesta pleacă la baza militara de pe Luna, unde intenționa să se ducă după ce cucerea lumea. Jucătorul este trimis pe lună, unde distrug centrul de comandă al lui Yuri.
- În ultima misiune, jucătorul este informat de Alexander Romanov că noul centru de comandă al lui Yuri este în Castelul Bran din Transilvania, România, unde cu ajutorul a două Psychic Beacons a capturat o bază militară sovietică și una americană. După ce castelul este distrus, Yuri intenționează să se întoarcă în trecut cu mașina timpului, pentru ca viitorul să fie controlat de el. Locotenenta Zofia, modifică coordonatele mașinii timpului, deoarece sovieticii încă aveau control asupra mașinii, încât Yuri a ajuns în epoca dinozaurilor, unde este ucis de un Tyranosaurus Rex. După ce Yuri este ucis, sovieticii reușesc să preia lumea, și încep expansiunea comunismului în restul sistemului solar.